# Blaar Coetzee
Barzillai (Blaar) Coetzee (né le 14 mai 1914 à Hopetown en Union de l'Afrique du Sud et mort le 29 août 1974 au Cap en Afrique du Sud) est un homme d'affaires, journaliste et homme politique sud-africain, successivement membre du parti socialiste, du parti uni, du parti national conservateur (1954-1957) puis du parti national. 
Membre de la chambre de l'assemblée du parlement pour la circonscription du Rand-nord (1953-1954) puis pour la circonscription de Vereeniging (1958-1972), il est nommé, en 1966, ministre-adjoint à l'administration bantoue et au développement dans le gouvernement Verwoerd puis devient Ministre des travaux publics et du développement communautaire (1968-1972) dans le gouvernement de John Vorster. Il termine sa carrière publique comme ambassadeur d'Afrique du Sud en Italie de 1972 à 1973.

## Biographie
Fils de Pieter Hermanus Christian Coetzee et de Jacomina Aletta du Plessis, Blaar Coetzee effectue ses études secondaires à Burgersdorp et Humansdorp avant de poursuivre des études supérieures en droit et économie à l'université de Stellenbosch.
Durant études, il s'engage politiquement au sein de la chambre de l'assemblée des étudiants en tant que membre du parti socialiste de Sam Kahn lequel deviendra plus tard député du parti communiste au parlement sud-africain. Coetzee se fait alors surtout remarquer pour ses talents d'orateurs.
Il commence sa carrière professionnelle comme journaliste et devient le correspondant politique du journal Die Suiderstem. Quelques années plus tard, il est rédacteur en chef de Ons Land à Port Elizabeth.
En 1943, il s'installe à Johannesbourg, où il crée un groupe d'édition, publiant Eendrag, le journal officiel du parti uni de Jan Smuts.
En 1944, Blaar Coetzee s'engage activement en politique au sein du parti uni et est élu membre du conseil provincial du Cap pour le district de Port Elizabeth. En 1949, il change de circonscription et de province en étant élu à l'assemblée du Transvaal pour la circonscription de Park Town. Âgé tout juste de 34 ans, il est nommé membre du comité exécutif provincial.
Lors des élections générales sud-africaines de 1953, il est élu à la chambre de l'assemblée du parlement sud-africain pour la circonscription de North Rand. La même année, il fait partie d'un groupe de députés du parti uni qui tentent de renverser la direction du parti. Mis en échec, ils sont expulsés du parti.
Refusant de soutenir le gouvernement du premier ministre Daniel François Malan et sa politique d'apartheid, notamment les mesures électorales ségrégationnistes prises à l'encontre des électeurs coloureds, Coetzee et d'autres expulsés fondent en 1954 le National Conservative Party. Mais maintenu à l'état de groupuscule sans assise électorale dans la population blanche, le parti est dissous au bout de 3 années d'existence. Songeant à se retirer définitivement de la vie politique, Coetzee est approché par le premier ministre JG Strijdom qui le persuade d'adhérer au parti national et de se présenter aux élections générales sud-africaines de 1958 dans la circonscription de Vereeniging. Blaar Coetzee remporte le siège contre le député sortant Marais Steyn et est réélu lors des élections générales sud-africaines de 1961.
Cinq ans plus tard, en 1966, le premier ministre Hendrik Verwoerd le nomme ministre-adjoint de l'administration et de l'éducation bantoue.
En 1968, John Vorster le promeut en le nommant ministre du développement communautaire et des travaux publics.
En 1972, Blaar Coetzee démissionne du gouvernement et renonce à son siège de député de Vereeniging, repris par le jeune Frederik de Klerk, pour devenir ambassadeur en Italie. Cependant, 6 mois plus tard, en 1973, il est contraint de démissionner après avoir marqué publiquement sa désapprobation de la décision prise de ne pas autoriser les personnes métis et coloureds à assister aux représentations du Nico Malan Theatre au Cap.
Il meurt à Sea Point en août 1974.

## Vie privée
Blaar Coetzee s'est marié en 1943 avec l'actrice Twinkle Hanekom (1914-1959). Veuf, il s'est remarié en 1961 avec Estelle Helena Paw (décédée en 1997). Il est le père de Jeanette Traverso, juge à la Haute Cour d'Afrique du Sud pour la province du Cap.

## Sources
- Archive des affaires contemporaines, Université de l'État-Libre.
- Biographie